# Église Saint-Pierre-Saint-Paul de Versailleux
Pour les articles homonymes, voir Église Saint-Pierre-et-Saint-Paul.
L'église Saint-Pierre-Saint-Paul est une église située en France sur la commune de Versailleux, dans le département de l'Ain en région Auvergne-Rhône-Alpes.
Elle fait l'objet d'une inscription partielle au titre des monuments historiques depuis le 28 janvier 1927.

## Présentation
Il s'agit d'une église romane, située dans le département français de l'Ain, sur la commune de Versailleux. L'édifice est inscrit au titre des monuments historiques en 1927. Le tympan est sobrement sculpté d'une croix potencée encadrée de deux végétaux : une plante abritant deux crucifères et une fleur à 4 pétales. Jean Guédel relève que ces motifs sont similaires à ceux de la corniche de la collégiale de Saint-Paul-de-Lyon, dont Versailleux relevait dès 1103.